# Italië op het wereldkampioenschap voetbal 2014
Italië was een van de deelnemende landen aan het wereldkampioenschap voetbal 2014 in Brazilië. Het is de zeventiende deelname voor het land. Cesare Prandelli neemt als bondscoach voor de eerste keer deel aan het WK. Italië werd uitgeschakeld in de groepsfase na een overwinning tegen Engeland en nederlagen tegen Costa Rica en Uruguay.

## Kwalificatie

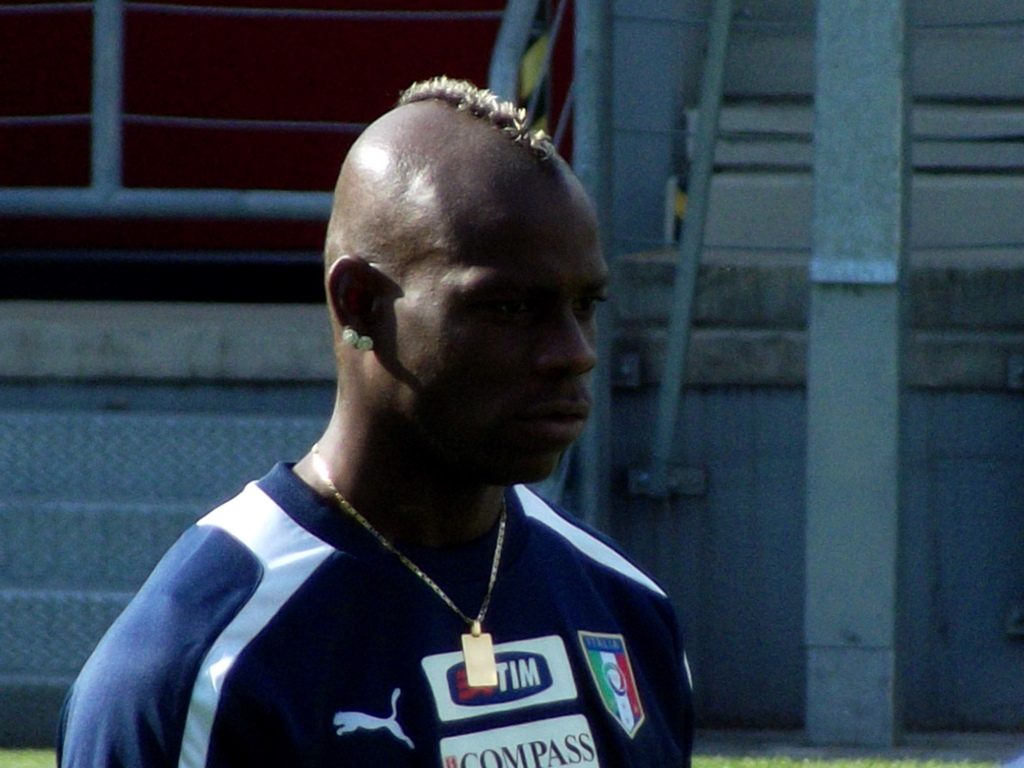
Mario Balotelli werd door de Italiaanse pers bekritiseerd, maar kroonde zich wel tot topschutter van zijn land met 5 goals.

Italië werkte de kwalificatiecampagne voor het wereldkampioenschap af in Groep B, samen met Denemarken, Tsjechië, Bulgarije, Malta en Armenië.
Het team van bondscoach Cesare Prandelli stond voor een moeilijke opdracht. Hoewel Italië favoriet was in Groep B, had het met Bulgarije, Tsjechië en Denemarken enkele te duchten tegenstanders geloot. Al op de eerste speeldag liet Italië punten liggen. Het kwam niet verder dan een 2-2 gelijkspel tegen Bulgarije. Pablo Osvaldo werkte twee keer een Bulgaarse voorsprong weg voor de Italianen. Tegen het kleine voetballand Malta kende Italië geen problemen. Het won met 2-0 dankzij een vroege goal van Mattia Destro en een doelpunt van Federico Peluso in de extra tijd. Nadien ging Italië met 1-3 winnen in Armenië. Andrea Pirlo opende de score van op de stip. Nadien waren ook Daniele De Rossi en opnieuw Osvaldo trefzeker.
Op 16 oktober 2012 ontving Italië met Denemarken een van de grootste concurrenten voor de eindzege in Groep B. In een spectaculaire wedstrijd stond het al aan de rust 2-1 voor Italië via goals van Riccardo Montolivo en opnieuw De Rossi. Net na de rust kreeg Osvaldo een rode kaart na het uitdelen van een slag. Desondanks liep Italië nog uit tot 3-1 via het eerste kwalificatiedoelpunt van Mario Balotelli. Ook in de volgende wedstrijd eiste Balotelli een hoofdrol op. Hij loodste Italië met twee doelpunten voorbij Malta: 0-2.
In juni 2013 raakte Italië niet verder dan een scoreloos gelijkspel tegen Tsjechië. De puntendeling was echter geen probleem voor Italië aangezien ook de andere favorieten regelmatig punten lieten liggen. Van de achtervolgers was Bulgarije aanvankelijk de gevaarlijkste concurrent. Maar op 6 september 2013 deed Italië een uitstekende zaak door met 1-0 te winnen van de Bulgaren. Alberto Gilardino scoorde na 38 minuten het enige doelpunt van de wedstrijd. Vier dagen later stelde Italië de kwalificatie veilig na een 2-1 zege tegen Tsjechië. Libor Kozák bracht de Tsjechen 0-1 voor, maar vlak na de rust trok het team van Prandelli de wedstrijd naar zich toe. Giorgio Chiellini zorgde in de 51e minuut voor de gelijkmaker, drie minuten later bezorgde Balotelli zijn land via een strafschop de zege. Italië was zo samen met Nederland het eerste land dat zich voor het WK wist te kwalificeren.
Hoewel Italië al zeker was van deelname aan het WK kon het land nog een belangrijke rol spelen in Groep B, waar de overige landen nog streden om de tweede plaats. In het volgende duel stond met Denemarken een van de kanshebbers voor de barragewedstrijden op het programma. Osvaldo bracht Italië voor, maar Nicklas Bendtner boog de achterstand om in een 2-1-voorsprong voor de Denen. Denemarken leek zo de drie belangrijke punten thuis te houden, maar slikte in de extra tijd nog een doelpunt van Alberto Aquilani. Deens bondscoach Morten Olsen noemde het achteraf een van de verschrikkelijkste momenten uit zijn carrière. Op de laatste speeldag speelde Italië 2-2 gelijk tegen Armenië. Alessandro Florenzi en opnieuw Balotelli waren verantwoordelijk voor de Italiaanse treffers.

### Kwalificatieduels
| 7 september 2012  | Bulgarije  | 2 – 2 | Italië     |
| 11 september 2012 | Italië     | 2 – 0 | Malta      |
| 12 oktober 2012   | Armenië    | 1 – 3 | Italië     |
| 16 oktober 2012   | Italië     | 3 – 1 | Denemarken |
| 26 maart 2013     | Malta      | 0 – 2 | Italië     |
| 7 juni 2013       | Tsjechië   | 0 – 0 | Italië     |
| 6 september 2013  | Italië     | 1 – 0 | Bulgarije  |
| 10 september 2013 | Italië     | 2 – 1 | Tsjechië   |
| 11 oktober 2013   | Denemarken | 2 – 2 | Italië     |
| 15 oktober 2013   | Italië     | 2 – 2 | Armenië    |

### Stand groep B
| Nr. | Land       | GW | W | G | V | DV | DT | DS  | Ptn |
| --- | ---------- | -- | - | - | - | -- | -- | --- | --- |
| 1   | Italië     | 10 | 6 | 4 | 0 | 19 | 9  | +10 | 22  |
| 2   | Denemarken | 10 | 4 | 4 | 2 | 17 | 12 | +5  | 16  |
| 3   | Tsjechië   | 10 | 4 | 3 | 3 | 13 | 9  | +4  | 15  |
| 4   | Bulgarije  | 10 | 3 | 4 | 3 | 14 | 9  | +5  | 13  |
| 5   | Armenië    | 10 | 4 | 1 | 5 | 12 | 13 | −1  | 13  |
| 6   | Malta      | 10 | 1 | 0 | 9 | 5  | 28 | −23 | 3   |

### Doelpunten en assists
| Naam                 | Wed. | Goals | Assists |
| -------------------- | ---- | ----- | ------- |
| Mario Balotelli      | 5    | 5     | 0       |
| Pablo Osvaldo        | 7    | 4     | 1       |
| Daniele De Rossi     | 6    | 2     | 1       |
| Andrea Pirlo         | 9    | 1     | 5       |
| Riccardo Montolivo   | 7    | 1     | 0       |
| Giorgio Chiellini    | 5    | 1     | 0       |
| Mattia Destro        | 3    | 1     | 0       |
| Alberto Aquilani     | 3    | 1     | 0       |
| Alberto Gilardino    | 3    | 1     | 0       |
| Federico Peluso      | 2    | 1     | 0       |
| Alessandro Florenzi  | 1    | 1     | 0       |
| Claudio Marchisio    | 7    | 0     | 2       |
| Antonio Candreva     | 7    | 0     | 2       |
| Emanuele Giaccherini | 6    | 0     | 1       |
| Thiago Motta         | 3    | 0     | 1       |
| Lorenzo Insigne      | 3    | 0     | 1       |
| Mattia De Sciglio    | 1    | 0     | 1       |

## Het wereldkampioenschap
Op 6 december 2013 werd geloot voor de groepsfase van het eindtoernooi. Italië werd in een groep geplaatst met Costa Rica, Engeland en Uruguay. De FIFA maakte op 13 mei bekend dat de slogan van het Italiaans elftal, zichtbaar op de spelersbus, "Coloriamo d'azzurro il sogno mondiale" is, dat "laten we de WK-droom blauw verven" betekent. De slogan werd door supporters gekozen.

### Uitrustingen
| Thuis | Uit | Thuis (alt.) | Uit (alt.) | Doelman | Doelman (uit) |  |

### Technische staf
| Naam                   | Functie        |
| ---------------------- | -------------- |
| Technische staf        |                |
| Cesare Prandelli       | Bondscoach     |
| Gabriele Pin           | Assistent      |
| Vincenzo Di Palma      | Keeperstrainer |
| Niccolò Prandelli      | Fitness Coach  |
| Giambattista Venturati | Fitness Coach  |

### Selectie en statistieken
| Nr. | Naam              | Geboortedatum | GW |   |   |   |   |   |   | Club                | Positie(s) |
| --- | ----------------- | ------------- | -- | - | - | - | - | - | - | ------------------- | ---------- |
| 1   | Gianluigi Buffon  | 28-01-1978    | 2  | 0 | 0 | 0 | 0 | 0 | 0 | Juventus            | GK         |
| 2   | Mattia De Sciglio | 20-10-1992    | 1  | 0 | 1 | 0 | 0 | 0 | 0 | AC Milan            | RB         |
| 3   | Giorgio Chiellini | 14-08-1984    | 3  | 0 | 0 | 0 | 0 | 0 | 0 | Juventus            | CB, LB     |
| 4   | Matteo Darmian    | 02-12-1989    | 3  | 0 | 0 | 0 | 0 | 0 | 0 | Torino              | RB         |
| 5   | Thiago Motta      | 28-08-1982    | 3  | 0 | 0 | 0 | 0 | 2 | 1 | Paris Saint-Germain | CM, DM     |
| 6   | Antonio Candreva  | 28-02-1987    | 2  | 0 | 0 | 0 | 0 | 0 | 2 | Lazio Roma          | RW, AM     |
| 7   | Ignazio Abate     | 12-02-1986    | 1  | 0 | 0 | 0 | 0 | 0 | 0 | AC Milan            | RB         |
| 8   | Claudio Marchisio | 19-01-1986    | 3  | 1 | 0 | 0 | 1 | 0 | 1 | Juventus            | CM, LM     |
| 9   | Mario Balotelli   | 12-08-1990    | 3  | 1 | 2 | 0 | 0 | 0 | 2 | AC Milan            | CF         |
| 10  | Antonio Cassano   | 12-07-1982    | 2  | 0 | 0 | 0 | 0 | 2 | 0 | Parma               | CF, AM     |
| 11  | Alessio Cerci     | 23-07-1987    | 1  | 0 | 0 | 0 | 0 | 1 | 0 | Torino              | RW, CF     |
| 12  | Salvatore Sirigu  | 12-01-1987    | 1  | 0 | 0 | 0 | 0 | 0 | 0 | Paris Saint-Germain | GK         |
| 13  | Mattia Perin      | 10-11-1992    | 0  | 0 | 0 | 0 | 0 | 0 | 0 | Genoa               | GK         |
| 14  | Alberto Aquilani  | 07-07-1984    | 0  | 0 | 0 | 0 | 0 | 0 | 0 | Fiorentina          | CM, AM     |
| 15  | Andrea Barzagli   | 08-05-1981    | 3  | 0 | 0 | 0 | 0 | 0 | 0 | Juventus            | CB         |
| 16  | Daniele De Rossi  | 24-07-1983    | 2  | 0 | 0 | 0 | 0 | 0 | 0 | AS Roma             | DM         |
| 17  | Ciro Immobile     | 20-02-1990    | 2  | 0 | 0 | 0 | 0 | 1 | 1 | Torino              | CF         |
| 18  | Marco Parolo      | 25-01-1985    | 2  | 0 | 0 | 0 | 0 | 2 | 0 | Parma               | CM         |
| 19  | Leonardo Bonucci  | 01-05-1987    | 1  | 0 | 0 | 0 | 0 | 0 | 0 | Juventus            | CB         |
| 20  | Gabriel Paletta   | 15-02-1986    | 1  | 0 | 0 | 0 | 0 | 0 | 0 | Parma               | CB         |
| 21  | Andrea Pirlo      | 19-05-1979    | 3  | 0 | 0 | 0 | 0 | 0 | 0 | Juventus            | CM, DM, AM |
| 22  | Lorenzo Insigne   | 04-06-1991    | 1  | 0 | 0 | 0 | 0 | 1 | 0 | Napoli              | LW, AM     |
| 23  | Marco Verratti    | 05-02-1992    | 2  | 0 | 0 | 0 | 0 | 0 | 2 | Paris Saint-Germain | CM         |

### Wedstrijden

#### Groep D
| Land       | Win | Gel | Ver | DV | DT | +/− | Pnt |
| ---------- | --- | --- | --- | -- | -- | --- | --- |
| Costa Rica | 2   | 1   | 0   | 4  | 1  | 3   | 7   |
| Uruguay    | 2   | 0   | 1   | 4  | 4  | 0   | 6   |
| Italië     | 1   | 0   | 2   | 2  | 3  | −1  | 3   |
| Engeland   | 0   | 1   | 2   | 2  | 4  | −2  | 1   |

#### Groepsfase
|                          |               |         |                             |                                                                  |
| 14 juni 2014 18:00 UTC−4 | Engeland      | 1 – 2   | Italië                      | Arena Amazônia, Manaus Scheidsrechter: Björn Kuipers (Nederland) |
| 14 juni 2014 18:00 UTC−4 | Sturridge 37' | Verslag | 35' Marchisio 50' Balotelli | Arena Amazônia, Manaus Scheidsrechter: Björn Kuipers (Nederland) |

| Engeland | Italië |

| Engeland:      |    |                  |       |
|                |    |                  |       |
| GK             | 1  | Joe Hart         |       |
| RB             | 2  | Glen Johnson     |       |
| CB             | 5  | Gary Cahill      |       |
| CB             | 6  | Phil Jagielka    |       |
| LB             | 3  | Leighton Baines  |       |
| CM             | 14 | Jordan Henderson | 73'   |
| CM             | 4  | Steven Gerrard   |       |
| RW             | 11 | Danny Welbeck    | 61'   |
| AM             | 19 | Raheem Sterling  | 90+2' |
| LW             | 10 | Wayne Rooney     |       |
| CF             | 9  | Daniel Sturridge | 80'   |
| Wisselspelers: |    |                  |       |
| MF             | 21 | Ross Barkley     | 61'   |
| MF             | 7  | Jack Wilshere    | 73'   |
| MF             | 20 | Adam Lallana     | 80'   |
| Coach:         |    |                  |       |
| Roy Hodgson    |    |                  |       |

| Italië:          |    |                   |     |
|                  |    |                   |     |
| GK               | 12 | Salvatore Sirigu  |     |
| RB               | 4  | Matteo Darmian    |     |
| CB               | 20 | Gabriel Paletta   |     |
| CB               | 15 | Andrea Barzagli   |     |
| LB               | 3  | Giorgio Chiellini |     |
| DM               | 16 | Daniele De Rossi  |     |
| CM               | 23 | Marco Verratti    | 57' |
| CM               | 21 | Andrea Pirlo      |     |
| RW               | 6  | Antonio Candreva  | 79' |
| CF               | 9  | Mario Balotelli   | 73' |
| LW               | 8  | Claudio Marchisio |     |
| Wisselspelers:   |    |                   |     |
| MF               | 5  | Thiago Motta      | 57' |
| FW               | 17 | Ciro Immobile     | 73' |
| MF               | 18 | Marco Parolo      | 79' |
| Coach:           |    |                   |     |
| Cesare Prandelli |    |                   |     |

|                            |        |         |            |                                                                    |
| 20 juni 2014 13:00 (UTC−3) | Italië | 0 – 1   | Costa Rica | Arena Cidade da Copa, Recife Scheidsrechter: Enrique Osses (Chili) |
| 20 juni 2014 13:00 (UTC−3) |        | Verslag | 44' Ruiz   | Arena Cidade da Copa, Recife Scheidsrechter: Enrique Osses (Chili) |

| Italië | Costa Rica |

| Italië:          |    |                   |     |
|                  |    |                   |     |
| GK               | 1  | Gianluigi Buffon  |     |
| RB               | 7  | Ignazio Abate     |     |
| CB               | 15 | Andrea Barzagli   |     |
| CB               | 3  | Giorgio Chiellini |     |
| LB               | 4  | Matteo Darmian    |     |
| DM               | 16 | Daniele De Rossi  |     |
| CM               | 5  | Thiago Motta      | 46' |
| CM               | 21 | Andrea Pirlo      |     |
| RW               | 6  | Antonio Candreva  | 57' |
| CF               | 9  | Mario Balotelli   | 69' |
| LW               | 8  | Claudio Marchisio | 69' |
| Wisselspelers:   |    |                   |     |
| FW               | 10 | Antonio Cassano   | 46' |
| MF               | 23 | Lorenzo Insigne   | 57' |
| FW               | 11 | Alessio Cerci     | 69' |
| Coach:           |    |                   |     |
| Cesare Prandelli |    |                   |     |

| Costa Rica:      |    |                    |         |
|                  |    |                    |         |
| GK               | 1  | Keylor Navas       |         |
| RWB              | 16 | Cristian Gamboa    |         |
| CB               | 6  | Óscar Duarte       |         |
| CB               | 3  | Giancarlo González |         |
| CB               | 4  | Michael Umaña      |         |
| LWB              | 15 | Júnior Díaz        |         |
| RW               | 10 | Bryan Ruiz         | 81'     |
| CM               | 5  | Celso Borges       |         |
| CM               | 17 | Yeltsin Tejeda     | 68'     |
| LW               | 7  | Cristian Bolaños   |         |
| CF               | 9  | Joel Campbell      | 74'     |
| Wisselspelers:   |    |                    |         |
| MF               | 22 | José Miguel Cubero | 68' 71' |
| FW               | 21 | Marco Ureña        | 74'     |
| FW               | 14 | Randall Brenes     | 81'     |
| Coach:           |    |                    |         |
| Jorge Luis Pinto |    |                    |         |

|                            |        |         |           |                                                                                      |
| 24 juni 2014 13:00 (UTC−3) | Italië | 0 – 1   | Uruguay   | Arena das Dunas, Natal Toeschouwers: 39.706 Scheidsrechter: Marco Rodríguez (Mexico) |
| 24 juni 2014 13:00 (UTC−3) |        | Verslag | 81' Godín | Arena das Dunas, Natal Toeschouwers: 39.706 Scheidsrechter: Marco Rodríguez (Mexico) |

| Italië | Uruguay |

| Italië:          |    |                   |         |
|                  |    |                   |         |
| GK               | 1  | Gianluigi Buffon  |         |
| CB               | 15 | Andrea Barzagli   |         |
| CB               | 19 | Leonardo Bonucci  |         |
| CB               | 3  | Giorgio Chiellini |         |
| CM               | 23 | Marco Verratti    | 75'     |
| RM               | 4  | Matteo Darmian    |         |
| DM               | 21 | Andrea Pirlo      |         |
| CM               | 8  | Claudio Marchisio | 59'     |
| LM               | 2  | Mattia De Sciglio | 77'     |
| CF               | 9  | Mario Balotelli   | 22' 46' |
| CF               | 17 | Ciro Immobile     | 71'     |
| Wisselspelers:   |    |                   |         |
| MF               | 18 | Marco Parolo      | 46'     |
| FW               | 10 | Antonio Cassano   | 71'     |
| MF               | 5  | Thiago Motta      | 75'     |
| Coach:           |    |                   |         |
| Cesare Prandelli |    |                   |         |

| Uruguay:       |    |                    |       |
|                |    |                    |       |
| GK             | 1  | Fernando Muslera   | 90+2' |
| RB             | 22 | Martín Cáceres     |       |
| CB             | 13 | José María Giménez |       |
| CB             | 3  | Diego Godín        |       |
| LB             | 6  | Álvaro Pereira     | 63'   |
| DM             | 17 | Egidio Arévalo     | 46'   |
| CM             | 20 | Álvaro González    |       |
| CM             | 7  | Cristian Rodríguez | 78'   |
| AM             | 14 | Nicolás Lodeiro    | 46'   |
| CF             | 9  | Luis Suárez        |       |
| CF             | 21 | Edinson Cavani     |       |
| Wisselspelers: |    |                    |       |
| DF             | 16 | Maxi Pereira       | 46'   |
| FW             | 11 | Christian Stuani   | 63'   |
| MF             | 18 | Gastón Ramírez     | 78'   |
| Coach:         |    |                    |       |
| Óscar Tabárez  |    |                    |       |

FIGC · A-internationals · Selecties · Bondscoaches · Italiaans vrouwenelftal · Olympisch elftal · Italië U21 · Italië U20 · Italië U19 · Italië U18 · Italië U17 · Italië U16 · Vrouwen U17
1910 – 1919 ·
1920 – 1929 ·
1930 – 1939 ·
1940 – 1949 ·
1950 – 1959 ·
1960 – 1969 ·
1970 – 1979 ·
1980 – 1989 ·
1990 – 1999 ·
2000 – 2009 ·
2010 – 2019 ·
2020 − 2029
EK's: 1968 · 
1980 · 
1988 · 
1996 · 
2000 · 
2004 · 
2008 · 
2012 · 
2016 ·
2020 ·
2024
WK's: 1934 · 
1938 · 
1950 · 
1954 · 
1962 · 
1966 · 
1970 · 
1974 · 
1978 · 
1982 · 
1986 · 
1990 · 
1994 · 
1998 · 
2002 · 
2006 · 
2010 · 
2014
OS: 1912 · 
1920 · 
1924 · 
1928 · 
1936 · 
1948 · 
1952 · 
1960 · 
1984 · 
1988 · 
1992 · 
1996 · 
2000 · 
2004 · 
2008
1911 · 
1912 · 
1913 · 
1914 · 
1915 · 
1916 · 1917 · 1918 · 1919 · 
1920 · 
1921 · 
1922 · 
1923 · 
1924 · 
1925 · 
1926 · 
1927 · 
1928 · 
1929 · 
1930 · 
1931 · 
1932 · 
1933 · 
1934 · 
1935 · 
1936 · 
1937 · 
1938 · 
1939 · 
1940 · 
1941 · 
1942 · 
1943 · 1944 · 
1945 · 
1946 · 
1947 · 
1948 · 
1949 · 
1950 · 
1952 · 
1952 · 
1953 · 
1954 · 
1955 · 
1956 · 
1957 · 
1958 · 
1959 · 
1960 · 
1961 · 
1962 · 
1963 · 
1964 · 
1965 · 
1966 · 
1967 · 
1968 · 
1969 · 
1970 · 
1971 · 
1972 · 
1973 · 
1974 · 
1975 · 
1976 · 
1977 · 
1978 · 
1979 · 
1980 · 
1981 · 
1982 · 
1983 · 
1984 · 
1985 · 
1986 · 
1987 · 
1988 · 
1989 · 
1990 ·
1991 · 
1992 · 
1993 · 
1994 · 
1995 · 
1996 · 
1997 · 
1998 · 
1999 · 
2000 · 
2001 · 
2002 · 
2003 · 
2004 · 
2005 · 
2006 · 
2007 · 
2008 · 
2009 · 
2010 · 
2011 · 
2012 · 
2013 · 
2014 · 
2015 · 
2016 · 
2017 ·
2018 ·
2019 ·
2020 ·
2021 ·
2022 ·
2023 ·
2024
Albanië ·
Algerije ·
Argentinië ·
Armenië ·
Australië ·
Azerbeidzjan ·
België ·
Bosnië en Herzegovina ·
Brazilië ·
Bulgarije ·
Canada ·
Chili ·
China ·
Costa Rica ·
Cyprus ·
DDR ·
Denemarken ·
Duitsland ·
Ecuador ·
Egypte ·
Engeland ·
Estland ·
Faeröer ·
Finland ·
Frankrijk ·
Georgië ·
Ghana ·
Griekenland ·
Haïti ·
Hongarije ·
Ierland ·
IJsland ·
Israël ·
Ivoorkust ·
Japan ·
Joegoslavië ·
Kameroen ·
Kroatië ·
Liechtenstein · 
Litouwen ·
Luxemburg ·
Malta ·
Marokko ·
Mexico ·
Moldavië ·
Montenegro ·
Nederland ·
Nieuw-Zeeland ·
Nigeria ·
Noord-Ierland ·
Noord-Korea ·
Noord-Macedonië ·
Noorwegen ·
Oekraïne ·
Oostenrijk ·
Paraguay ·
Peru ·
Polen ·
Portugal ·
Roemenië ·
Rusland ·
San Marino ·
Saoedi-Arabië ·
Schotland ·
Servië ·
Servië en Montenegro ·
Slovenië ·
Slowakije ·
Sovjet-Unie ·
Spanje ·
Tsjechië ·
Tsjecho-Slowakije ·
Tunesië ·
Turkije ·
Uruguay ·
Venezuela ·
Verenigde Staten ·
Wales ·
Wit-Rusland ·
Zuid-Afrika ·
Zuid-Korea ·
Zweden ·
Zwitserland
Argentinië (1982) · 
Australië (2006) · 
België (2016) · 
België (2021) · 
Brazilië (1970) · 
Brazilië (1982) · 
Brazilië (1994) · 
Costa Rica (2014) · 
Duitsland (2006) · 
Duitsland (2012) · 
Engeland (2012) ·
Engeland (2014) ·
Engeland (2021) ·
Frankrijk (2000) · 
Frankrijk (2006) · 
Frankrijk (2008) · 
Ghana (2006) · 
Hongarije (1938) · 
Ierland (2012) · 
Joegoslavië (1968) · 
Kameroen (1982) · 
Kroatië (2012) · 
Nederland (2008) · 
Nieuw-Zeeland (2010) · 
Oekraïne (2006) · 
Oostenrijk (2021) · 
Paraguay (2010) · 
Peru (1982) · 
Polen (1982, 1) · 
Polen (1982, 2) · 
Roemenië (2008) · 
Spanje (2008) ·
Spanje (2012, 1) ·
Spanje (2012, 2) ·
Spanje (2016) ·
Spanje (2021) ·
Tsjechië (2006) · 
Turkije (2021) · 
Uruguay (2014) · 
Verenigde Staten (2006) · 
Wales (2021) · 
West-Duitsland (1982) · 
Zweden (2016) · 
Zwitserland (2021)